# Pływanie na Letnich Igrzyskach Olimpijskich 2020 – 400 m stylem dowolnym kobiet
400 m stylem dowolnym kobiet – jedna z konkurencji pływackich, które odbyły się podczas XXXII Igrzysk Olimpijskich w Tokio. Eliminacje miały miejsce 25 lipca, a finał konkurencji 26 lipca 2021 roku.

## Terminarz
Wszystkie godziny podane są w czasie japońskim (UTC+09:00) oraz polskim (CEST).
| Data          | Godzina rozpoczęcia | Godzina rozpoczęcia |            |
| Data          | UTC+09:00           | CEST                |            |
| ------------- | ------------------- | ------------------- | ---------- |
| 25 lipca 2021 | 20:39               | 13:39               | Eliminacje |
| 26 lipca 2021 | 11:20               | 4:20                | Finał      |

## Rekordy
Przed zawodami rekord świata i rekord olimpijski wyglądały następująco:
| Rekord            | Zawodniczka   | Czas    | Miejsce        | Data            |
| ----------------- | ------------- | ------- | -------------- | --------------- |
| Rekord świata     | Katie Ledecky | 3:56,46 | Rio de Janeiro | 7 sierpnia 2016 |
| Rekord olimpijski | Katie Ledecky | 3:56,46 | Rio de Janeiro | 7 sierpnia 2016 |

## Wyniki

### Eliminacje
| Miejsce | Wyścig | Tor | Zawodniczka              | Państwo                              | Czas    | Uwagi |
| ------- | ------ | --- | ------------------------ | ------------------------------------ | ------- | ----- |
| 1.      | 3      | 4   | Katie Ledecky            | Stany Zjednoczone                    | 4:00,45 | Q     |
| 2.      | 3      | 5   | Li Bingjie               | Chiny                                | 4:01,57 | Q,    |
| 3.      | 4      | 4   | Ariarne Titmus           | Australia                            | 4:01,66 | Q     |
| 4.      | 4      | 8   | Erika Fairweather        | Nowa Zelandia                        | 4:02,28 | Q,    |
| 5.      | 3      | 6   | Summer McIntosh          | Kanada                               | 4:02,72 | Q,    |
| 6.      | 3      | 2   | Isabel Gose              | Niemcy                               | 4:03,21 | Q,    |
| 7.      | 4      | 6   | Paige Madden             | Stany Zjednoczone                    | 4:03,98 | Q     |
| 8.      | 4      | 2   | Tang Muhan               | Chiny                                | 4:04,07 | Q     |
| 9.      | 4      | 3   | Tamsin Cook              | Australia                            | 4:04,80 |       |
| 10.     | 4      | 5   | Ajna Késely              | Węgry                                | 4:05,34 |       |
| 11.     | 4      | 1   | Waka Kobori              | Japonia                              | 4:05,57 |       |
| 12.     | 2      | 3   | Julia Hassler            | Liechtenstein                        | 4:06,98 | NR    |
| 13.     | 2      | 5   | Joanna Evans             | Bahamy                               | 4:07,50 |       |
| 14.     | 3      | 7   | Anastasija Kirpicznikowa | ROC                                  | 4:08,01 |       |
| 15.     | 3      | 3   | Anna Jegorowa            | ROC                                  | 4:08,24 |       |
| 16.     | 3      | 8   | Beril Böcekler           | Turcja                               | 4:08,27 |       |
| 17.     | 2      | 6   | Marlene Kahler           | Austria                              | 4:08,37 |       |
| 18.     | 4      | 7   | Leonie Kullmann          | Niemcy                               | 4:10,25 |       |
| 19.     | 2      | 4   | Merve Tuncel             | Turcja                               | 4:11,06 |       |
| 20.     | 3      | 1   | Miyu Namba               | Japonia                              | 4:13,49 |       |
| 21.     | 2      | 2   | Han Da-kyung             | Korea Południowa                     | 4:16,49 |       |
| 22.     | 2      | 7   | Sasha Gatt               | Malta                                | 4:19,75 |       |
| 23.     | 2      | 1   | Tiana Rabarijaona        | Madagaskar                           | 4:28,41 |       |
| 24.     | 1      | 4   | Eda Zeqiri               | Kosowo                               | 4:38,02 |       |
| 25.     | 1      | 5   | Talita Te Flan           | Wybrzeże Kości Słoniowej             | 4:38,92 |       |
| 26.     | 1      | 3   | Natalia Kuipers          | Wyspy Dziewicze Stanów Zjednoczonych | 4:39,42 |       |

### Finał
| Miejsce | Tor | Zawodniczka       | Państwo           | Czas    | Uwagi |
| ------- | --- | ----------------- | ----------------- | ------- | ----- |
| 1 !     | 3   | Ariarne Titmus    | Australia         | 3:56,69 | OC    |
| 2 !     | 4   | Katie Ledecky     | Stany Zjednoczone | 3:57,36 |       |
| 3 !     | 5   | Li Bingjie        | Chiny             | 4:01,08 | AS    |
| 4.      | 2   | Summer McIntosh   | Kanada            | 4:02,42 | NR    |
| 5.      | 8   | Tang Muhan        | Chiny             | 4:04,10 |       |
| 6.      | 7   | Isabel Gose       | Niemcy            | 4:04,98 |       |
| 7.      | 1   | Paige Madden      | Stany Zjednoczone | 4:06,81 |       |
| 8.      | 6   | Erika Fairweather | Nowa Zelandia     | 4:08,01 |       |